# Le Docteur Faustus
Ne doit pas être confondu avec Doctor Faustus.
 (avril 2023).
Si vous disposez d'ouvrages ou d'articles de référence ou si vous connaissez des sites web de qualité traitant du thème abordé ici, merci de compléter l'article en donnant les références utiles à sa vérifiabilité et en les liant à la section « Notes et références ».
Le Docteur Faustus (titre original : Doktor Faustus. Das Leben des deutschen Tonsetzers Adrian Leverkühn, erzählt von einem Freunde) est un roman allemand de Thomas Mann, rédigé entre 1943 et 1947 aux États-Unis. L'écrivain commence sa rédaction, alors qu'il vient d’achever Joseph le nourricier, le quatrième tome de sa tétralogie biblique Joseph et ses frères. Doktor Faustus est publié en 1947 à Stockholm par Bermann-Fischer et par Suhrkamp à Berlin. L'ouvrage est traduit en français par Louise Servicen et publié en 1950 par Albin Michel. L'écrivain séjournera à Paris en mai 1950 à Paris pour dédicacer l'ouvrage. Des éditions françaises ultérieures seront préfacées par Michel Tournier.

## Contexte
Thomas Mann se déplace avec son épouse Katia et sa fille Erika en France en mai 1950 pour dédicacer son œuvre chez son ami Martin Flinker, libraire et éditeur au quai des Orfèvres. Une cérémonie est organisée en son honneur à l'hotel Ritz par l'éditeur. Thomas Mann prononce pendant ce même séjour sa célèbre conférence Mon Temps à la Sorbonne, avant de rejoindre Zurich où sera célébré son soixante-quinzième anniversaire avec sa famille et ses proches.
Le roman est une biographie fictive du musicien génial Adrian Leverkühn (1885-1940), racontée par son ami de longue date, Serenus Zeitblom : celui-ci commence la rédaction du récit le 23 mai 1943, soit un peu plus de deux ans après la mort du compositeur, et la termine en 1945. Leverkühn est un musicien prodige et solitaire du début du XXe siècle, dont l'existence va se dérouler sur le modèle de celle du personnage mythique du Faust, de Goethe. Le jeune Adrian Leverkühn, à l'instar du docteur Faust, vend son âme au diable incarné par Méphistophélès en échange non plus d'une connaissance universelle, mais d'un renoncement à l'amour des hommes au profit d'un accomplissement d'artiste. Adrian Leverkühn, possédé par son démon totalitaire, invente une théorie musicale qu'il pense unique et appelée à remplacer toutes celles qui l'ont précédée. Cette ambition irrationnelle, basée sur l'esprit de système, le conduit vers une impasse humaine et sociale : il en perdra la raison après une tentative de suicide, puis la vie, en 1940.
L'analogie avec la société allemande sous le régime hitlérien est évidente : elle évolue parallèlement vers le destin catastrophique lié aux crimes du nazisme et à son échec final. Thomas Mann explore les méfaits de la volonté de puissance sans limite à partir d'un modèle d'artiste déconnecté des réalités humaines et sociales. L'écrivain a relaté les épisodes de sa propre rédaction dans le Journal du Docteur Faustus, dont la traduction française, chez Plon, est préfacée par Marcel Brion en 1962.

## Structure du roman
Le Docteur Faustus constitue un savant assemblage de nombreux personnages, de fables intercalaires, d’évènements réels, de diverses théories sociales, musicales et littéraires, de souvenirs personnels, de multiples lieux (Thuringe, Bavière, Suisse, Italie, Hongrie…), tous intimement reliés à la vie d’Adrian Leverkühn. Pour élaborer son roman, Thomas Mann a étudié avec soin la musicologie et les biographies de grands compositeurs, tels que Mozart, Beethoven, Wagner, Berlioz, Debussy, Chopin, Hugo Wolf, Alban Berg… L'écrivain était aussi en relation avec des compositeurs contemporains comme Igor Stravinsky, Arnold Schoenberg et Hanns Eisler, ce qui lui permettait de discuter des différentes théories musicales et de leurs évolutions. Sa proximité avec les célèbres chef d'orchestre Bruno Walter et Klaus Pringsheim, frère jumeau de son épouse, la virtuosité de son dernier fils, le violoniste Michael Mann, entretenait son intérêt constant pour la sphère musicale.
La contribution scientifique la plus importante de l'œuvre revient au philosophe et critique musical Theodor Adorno, célèbre animateur de l'école de Francfort et de la New School for Social research ; dans La genèse du Docteur Faustus (Die Entstehung des Doktor Faustus, 1949), Thomas Mann reconnaît que les observations du musicologue Adorno l’ont conduit à recomposer certaines parties significatives de son livre. Des personnalités voisines de « Weimar en exil » en Californie entrèrent en contact avec l’œuvre au moment de sa composition grâce aux lectures que Thomas Mann donnait volontiers à des groupes d’invités. Il s'agissait encore d'une pratique courante, utilisée en son temps par Franz Kafka, pour tester l’impact d'un texte en cours de rédaction sur un public choisi.
Le professeur Serenus Zeitblom, le narrateur du roman, relie ces multiples éléments au mieux de ses capacités et de son énergie pour en établir un témoignage émouvant à la mémoire de son ami Adrian Leverkühn. Selon Thomas Mann : « Zeitblom est une parodie de moi-même. Serenus Zeitblom est un fidèle compagnon d'enfance et d'études d'Adrian Leverkühn à Halle et Leipzig. La personnalité d’Adrian est plus proche de la mienne que l’on pourrait - ou devrait - le croire ».

## Thèmes du roman
Le sujet principal est la décadence intellectuelle de l’Allemagne dans la période précédant et pendant la Seconde Guerre mondiale. L'absence de sentiments et les idées totalitaires d'Adrian Leverkühn reflètent le basculement de l’humanisme issu des lumières vers une forme de nihilisme irrationnel qui se produisit dans la vie intellectuelle allemande à partir des années 1930. Leverkühn (nom qui appartient à la biographie lübeckoise de la famille Mann) succombe à la corruption du corps et de l'’esprit. Adrian Leverkühn finira anéanti par la syphilis et la folie en 1940.
Dans le roman, les trois thématiques – décadence intellectuelle de l’Allemagne, chute spirituelle d'Adrian Leverkühn, déchéance physique du héros – sont traitées en parallèle avec le désastre politique de l’Allemagne nazie. L’intuition tardive exprimée dans l'œuvre vise la nature inséparable de l’art et de la politique, thème entrevu dans son cycle de conférences aux États-Unis, « The Coming Victory of Democracy » (1938). il avoue: « Je dois à mon grand regret reconnaître que dans mes jeunes années j’ai partagé cette dangereuse habitude allemande de penser la vie intellectuelle, l’art et la politique comme des mondes totalement séparés ». Dans Doktor Faustus, l’histoire personnelle d'Adrian Leverkühn, son développement artistique solitaire et la dégradation du climat politique en Allemagne sont mis en relation avec habileté par Serenus Zeitblom. Celui-ci s'est réfugié avec son épouse Hélène dans son habitation de Freising ; aux différentes étapes de sa narration, il s’interroge sur la santé morale de sa nation, de la même manière qu’il s’est inquiété de la santé mentale de son ami Leverkühn. Il refuse toute participation personnelle aux méfaits du Troisième Reich. Ce n'est pas un « Mitläufer » (suiviste) pour lesquels Thomas Mann n'aura que mépris, comme il le montrera jusque dans les années 1950.
Le thème central de l’œuvre concerne la musique, placée au centre de la culture allemande , avec toute sa puissance émotionnelle et son ambigüité fondamentale. Adrian Leverkühn se forme à la théorie du dodécaphonisme inventée et théorisée de fait par l'Autrichien Arnold Schoenberg. Il renie peu à peu la formation classique reçue de l'organiste Kretschmar. Schönberg et sa famille vivaient non loin des Mann à Los Angeles à l’époque de la rédaction du livre. Ce génie autrichien de la musique et de la peinture regrette que l'écrivain se soit emparé de sa méthode sérielle sans le citer, tout en faisant d'Adrian Leverkühn un artiste déconnecté des réalités humaines et sociales, qui sera victime de son destin tragique. Sur son insistance, les éditions ultérieures du Docteur Faustus rappelleront son invention et la mise en pratique de cette nouvelle technique musicale dans laquelle excelleront certains de ses disciples.
Bien que les études de théologie d'Adrian Leverkühn à l'université de Halle aient été brèves, les considérations métaphysiques dans leurs variétés religieuses et philosophiques (Kierkegaard, Nietzsche…) imprègnent tout le roman et culminent au moment du dialogue imaginé avec le diable (chapitre XXV) à Palestrina. Leverkühn échange l’amour de ses contemporains contre son propre succès dans le domaine musical, en analogie avec le pacte de Faust et de Méphistophélès, selon Goethe et ses prédécesseurs dans le célèbre mythe. Comme dans la plupart des œuvres de Thomas Mann, les multiples personnages incarnent, chacun à leur manière, une mentalité et un état d'esprit conditionné par son caractère, sa formation, son expérience de vie. L'immense créativité littéraire de Thomas Mann se plait à multiplier les interactions complexes et évolutives entre les nombreux protagonistes de convictions opposées, faisant de cette œuvre un sommet de ses talents littéraires.

## Commentaires et interprétations
- Si vous ne connaissez pas le sujet, laissez ce bandeau (vous pouvez alors contacter les auteurs).
- Si vous supprimez le contenu mis en cause (vous pouvez préalablement contacter les auteurs),

argumentez précisément cette suppression dans la page de discussion
(un manque de référence n'est pas un argument ; une recherche réelle de référence doit avoir été effectuée, être formellement documentée).
L'épigraphe de l'ouvrage est extraite du chant II de la Divine Comédie de Dante : on est dans les limbes, aux portes de l"enfer. Cette descente dans les régions les plus froides du monde d'outretombe est symbolique du destin d'Adrian Leverkühn. En dépit de la formation humaniste transmise par Wendell Kretzschmar, Adrian préfère la rigueur des systèmes de lettres et de chiffres. Lorsque ses camarades étudiants de Halle discutent des liens concrets entre la politique, le nationalisme et le socialisme, il préfère s'abstenir et se réfugie dans le mutisme. Son attitude purement cérébrale le prive peu à peu de tout sentiment, éloignant la bienveillance de ceux qui l'entourent. Par certains aspects, il incarne le « surhomme » de la philosophie nietzschéenne. C'est à Palestrina, où Serenus Zeitblom lui rend visite, qu'il rompt les liens avec ses semblables, préférant la domination d'un démon placé entièrement au service de son œuvre musicale.
Comme le rappelle le sablier de Dürer, il n'y a pas de temps à perdre, même s'il s'avise, son démon le lui confirme, que « l'artiste est frère du criminel et du dément ». Avec son aide, Adrian Leverkühn aura « l'audace d'une barbarie doublement barbare », qui exige l'interdiction d'aimer, le renoncement définitif à toute chaleur humaine. C'était à l'automne de l'année 1912, alors qu'Adrian n'avait que 24 ans et cohabitait encore avec son compagnon de bohème de Leipzig, Rüdiger Schildknapp. Le jeune musicien décide de s'installer à Pfeiffering en Bavière, où il va vivre un existence étrangère à notre planète, agrementée seulement par quelques excursions en montagne. Il reste indifférent aux drames de la Première Guerre Mondiale, que Serenus Zeiblom vit douloureusement pour lui-même et la société allemande. De son côté, Adrian Leverkühn se consacre entièrement à la composition musicale, ce qui implique pour lui qu'il prenne ses distances avec l'harmonie classique, en particulier d'inspiration romantique, qu'il considère comme dépassée.
Le fossé culturel qui sépare Serenus Zeitblom et Adrian Leverkühn s'élargit encore au moment de la défaite allemande. Serenus redoute la fin de la culture bourgeoise qu'il assimille à l'ère de la liberté. Au même moment, Adrian compose son magistral oratorio « apocalyptique » ; un concerto, un quatuor, un sextuor, le chant d'Ariel, un trio pour violon, alto et violoncelle, un drame "Gesta Romanorum" suivront dans le courant des années 1920. Il met aussi en musique des textes de Shakespeare, Brentano et Klopstock. La migraine et la maladie provenant d'une syphilis mettront un terme à cette productivité artistique intense, au cours des années suivantes. Entre-temps, Adrian aura connu un certain triomphe médiatique, grâce à ses agents et à ses mécènes (Mme de Tolna, Mme Reiff, l'industriel Bullinger…). Hélas, ces succès éphémères reposent sur des réflexes grégaires, mondains et superficiels de la société, comme le démontre son lamentable échec amoureux auprès d'une admiratrice de passage à Munich, la Franco-Suisse Marie Godeau.
En réalité, sa musique n'est pas véritablement comprise et les critiques se multiplient rapidement, entraînant Adrian dans la dépression. Les morts se multiplient autour d'Adrian : suicide de l'actrice Clarissa Rodde, assassinat de son ami le violoniste Rudi Schwerdtfeger par Ines Institoris-Rodde, décès à 75 ans de Max Schweigestill et de Jonathan Leverkühn-père et enfin méningite de son jeune neveu Nepomuk, fils de sa sœur Ursula. Le dernier contact d'Adrian avec la société se terminera de façon dramatique à Pfeiffering par l'aveu du pacte avec le diable et le mépris du musicien pour le genre humain, en dehors de toute morale.